# Ernst Sillem (1864-1919)
Ernest (Ernst) Sillem (Amsterdam, 8 augustus 1864 - aldaar, 20 december 1919) was een Nederlandse bankier.

## Leven en werk
Sillem was een zoon van de bankier Johann Gottlieb Sillem en van jkvr. Judith Catharina Henriette Hoeufft. Hij stamde af van het uit Hamburg afkomstige regenten- en koopliedengeslacht Sillem dat rond het jaar 1800 wereldwijde contacten had in de bank- en zakenwereld. Aan het begin van de negentiende eeuw begonnen telgen van het geslacht uit te zwermen, niet alleen naar Amsterdam, Londen, Parijs, Genève, St. Petersburg en Riga, maar ook naar Argentinië, Mexico, San Francisco, Shanghai en Batavia, waar zij zich vestigden en veelal ook nakomelingen kregen. Hij was de laatste telg van het geslacht Sillem die firmant was bij de bankiersfirma Hope & Co te Amsterdam. Toen Sillem vierentwintig jaar was en een jaar in Londen bij Baring Brothers gewerkt had vond zijn vader Johann Gottlieb Sillem het een goed idee dat zijn zoon een reis om de wereld zou maken alvorens te trouwen en toe te treden tot de firma Hope en Co. Van deze reis om de wereld heeft Ernst Sillem een dagboek bijgehouden. Zijn kleindochter Agnes Maria Sillem heeft dit dagboek bewerkt en uitgegeven. Allereerst zou Ernst naar de Verenigde Staten van Amerika gaan om daar de vele relaties van Hope & Co persoonlijk te ontmoeten. Tevens zou hij vervolgens poolshoogte kunnen nemen bij enige ondernemingen, waarin de bank aanzienlijke belangen had. Een ander reisdoel in Amerika was het bezoeken van zo veel mogelijk vestigingen van de YMCA (Young Men's Christian Association). Ernst was namelijk penningmeester van het NJV (Nederlandsch Jongelings Verbond), zoals de Nederlandse afdeling van de YMCA toen nog heette. Na Amerika stonden Japan, China, en Nederlands-Indië op het programma, alwaar Ernst voornemens was als toerist rond te reizen, maar daarnaast ook allerlei zendingsposten te bezoeken. Ten slotte zou de reis door Brits-Indië gaan en via het Suezkanaal terug naar huis.
Sillem trouwde na zijn reis om de wereld op 1 mei 1890 te Velp met Augusta Gaymans (geb. Siak (Sumatra), 14 nov. 1870 - overl. Naarden (Diakonessenhuis) 15 dec. 1946), dochter van Hendrik Jan Gaymans en Maria Elisabeth Helmond. Uit dit huwelijk zes kinderen onder wie Johann Gottlieb Sillem (1893-1955), Willem Frederik Sillem, Albert Hieronymus Sillem en Jérôme Alexander Sillem (1902-1986). Ernst Sillem heeft altijd te Amsterdam gewoond en gewerkt. Enige tijd sedert zijn huwelijk woonde hij aan de Reguliersgracht nr. 8, daarna aan de Nicolaas Witsenkade 29. In 1904 betrok Sillem met zijn gezin een villa aan de Paulus Potterstraat nr. 8 te Amsterdam. Hij liet het gebouw in de jaren 1902 en 1903 bouwen door de architect L. Breirer. De vrijstaande villa staat er nog steeds, aan de buitenkant onveranderd en aan de binnenkant hier en daar aangepast aan de wensen van deze tijd. Het gebouw, ontworpen in een overgangsstijl, is erkend als rijksmonument vanwege haar architectuurhistorische waarde en als element van de bebouwing rond het Museumplein

## Publieke Zaak
- Penningmeester Waternoodfonds
- Penningmeester van het Nederlands Jongelings Verbond (NJV)
- bestuurslid van de Lutherse Diakonessen Inrichting te Amsterdam 1898 tot 1915.
- Lid van Commissie van Advies 'Jongelingenvereeniging 'Excelsior'
- Regent van het Staring Hofje (Staringplein, Amsterdam)
- Ouderling en diaken van de Evangelisch Lutherse Gemeente
- Penningmeester Grote Kerkeraad van de Evangelisch Lutherse Gemeente
- Lid bestuur Vereeniging Hoenderloo
- Lid bestuur Nederlandsch Bijbelgenootschap
- Lid bestuur van de Blindeninrichting in de Plantage te Amsterdam (een sociale werkplaats voor blinden en slechtzienden)

## Overlijden
Hij overleed op 20 december 1919 op 55-jarige leeftijd in zijn woonplaats Amsterdam en werd begraven op begraafplaats 'de Nieuwe Ooster' te Amsterdam op 24 december 1919. Op 17 maart 1920 werd Ernst Sillem herbegraven op dezelfde begraafplaats. Na zijn dood verhuisde zijn weduwe Augusta Sillem-Gaymans naar Bussum waar zij ging wonen in huize 'Het Heideveld', gelegen aan de Nieuwe 's-Gravelandse weg nr. 70 aldaar. Zij stierf op 15 dec. 1946. In de tweede helft van december van het jaar 1946 werd haar lichaam in hetzelfde graf als haar echtgenoot bijgezet.

## Ernst Sillem Hoeve
Sillem wilde ook graag in Nederland een buitenhuis oprichten voor de 15.000 NJV-leden in Nederland; een buitenhuis waar ook cursussen en conferenties zouden kunnen worden gehouden, naar voorbeeld van dergelijke 'YMCA-huizen' die hij had bezocht in de Verenigde Staten. NJV staat voor Nederlandsch Jongelings Verbond. Na zijn overlijden heeft zijn zoon Albert Hieronymus Sillem, bestuurslid van de NJV Nederland, de wens van zijn vader weten uit te voeren. In 1925 werd een voormalig koetshuis, gelegen tussen Den Dolder en Lage Vuursche, aangekocht voor het NJV naar het idee van zijn vader, die zes jaar daarvoor op 20 december 1919 was overleden. Het koetshuis werd omstreeks 1871 gebouwd in opdracht van Prins Willem Frederik Hendrik van Oranje-Nassau, de jongste zoon van Koning Willem II. Prins Hendrik liet het gebouw bouwen voor zijn opzichter. Het gerestaureerde gebouw kreeg bij de opening op 1 juli 1926 de naam: 'Ernst Sillem Hoeve', als eerbetoon aan de in 1919 overleden penningmeester die 30 jaar lang deze functie had vervuld bij deze organisatie. Zijn zoon Albert Hieronymus Sillem liet het gebouw aan de Soestdijkerweg nr. 10 te Den Dolder (gemeente Zeist) veranderen in een vakantiehuis waar 100 mannen onderdak konden krijgen. Tijdens de tientallen jaren die volgden werd het gebouw uitgebreid en gemoderniseerd. De Ernst Sillem Hoeve werd een internationaal centrum voor vorming en recreatie voor Christelijke jonge lieden. Na verschillende naamsveranderingen en fusies kwam uiteindelijk in 1995, YMCA Nederland tot stand. Het gebouw is nog steeds in het bezit van de YMCA Nederland en is nu in gebruik als hotel en conferentiecentrum.

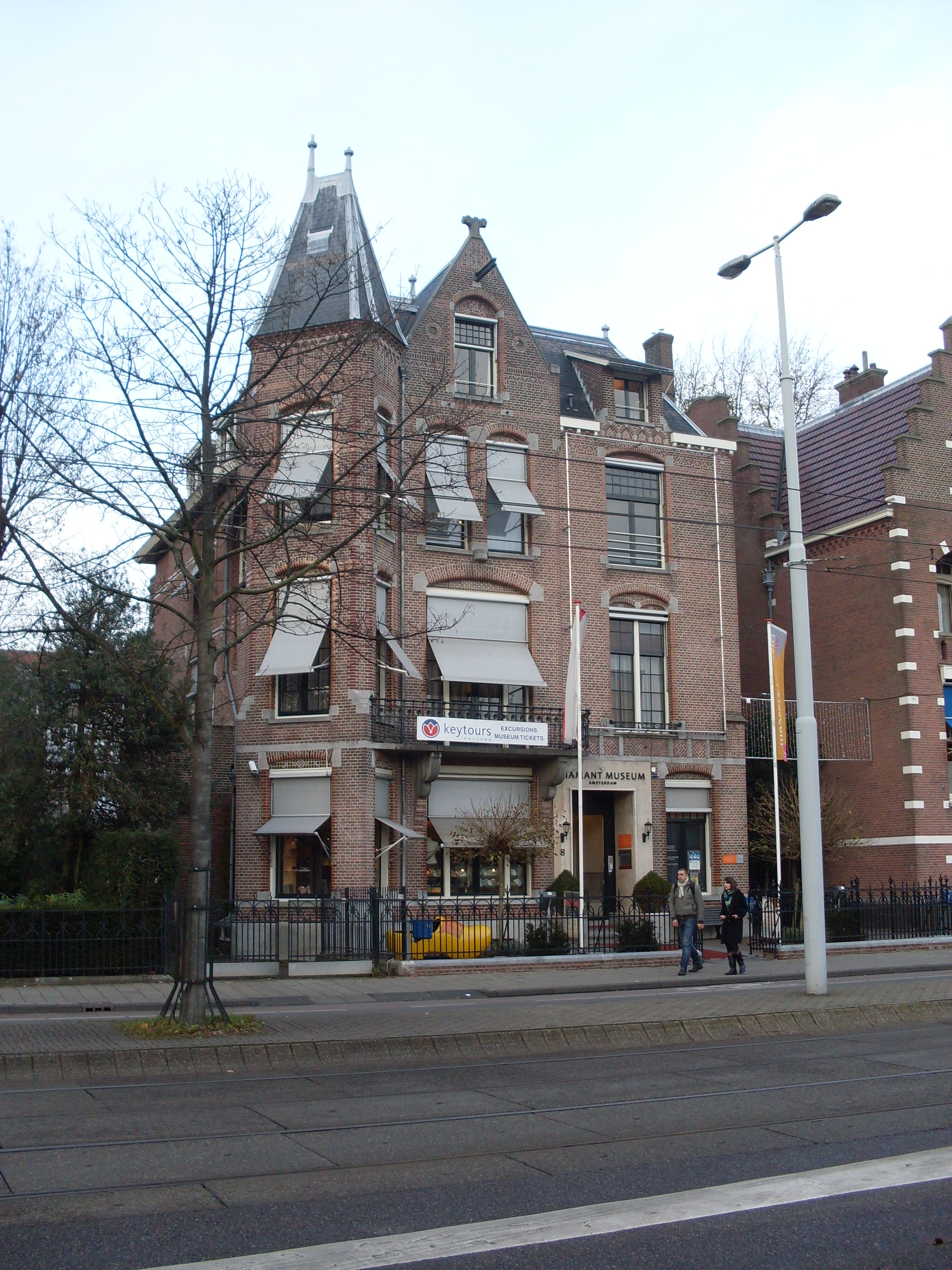
De woning van Sillem aan de Paulus Potterstraat in Amsterdam